# 施托尔珀 (石勒苏益格-荷尔斯泰因州)
施托尔珀是德国石勒苏益格－荷尔斯泰因州的一个市镇。总面积23.21平方公里，总人口1320人，其中男性657人，女性663人（2011年12月31日），人口密度57人/平方公里。